# Grégoire Moulin contre l'humanité
Pour plus de détails, voir Fiche technique et Distribution.
Grégoire Moulin contre l'humanité est une comédie française réalisée par Artus de Penguern, sortie en 2001.

## Synopsis
Né un vendredi 13 à la clinique Franz Kafka, orphelin quelques heures après sa naissance à la suite d'une regrettable dispute entre ses parents, boxé à l'âge de dix ans par une fillette dont il était éperdument amoureux, élevé par une grand-mère acariâtre et un oncle alcoolique, Grégoire Moulin a pris un mauvais départ. À plus de 35 ans, il mène une sinistre existence en province : il vit toujours chez sa grand-mère, est célibataire de longue date et remplit les modestes fonctions d'employé dans une compagnie d'assurances. Par un dimanche de mai, il décide de monter à Paris. Et le cauchemar commence.

## Personnages
Grégoire Moulin (Artus de Penguern) : maladroit, anxieux, timide avec les femmes, décalé du monde qui l’entoure. 
Odile Bonheur (Pascale Arbillot) : aussi désuète que son prénom, Odile est professeur de danse pour petites filles. Grégoire tombe amoureux d'elle.
Emmanuel Lacarrière (Antoine Duléry) : le collègue de Grégoire aux Assurances Vendéennes. Sa vie se résume à sa femme, sa petite fille, son travail et le football.

## Fiche technique
- Réalisation : Artus de Penguern
- Scénario : Artus de Penguern et Jérôme L'Hotsky
- Production : Cyril Colbeau-Justin, Jean-Baptiste Dupont, Yves Rolland
- Sociétés de production : LGM_Productions, M6 Films, Rhône-Alpes Cinéma, SFP_Cinéma
- Distribution France : United International Pictures
- Photographie : Vincent Mathias
- Montage : Corinne Cahour, Claude-France Husson, Christophe Marthoud
- Décors : Sylvie Olivé
- Musique : Benoît Pimont
- Genre : comédie
- Pays d'origine :  France
- Format : couleur - son stéréo - 2,35:1 - 35 mm
- Durée : 90 minutes
- Date de sortie : 
  - France : 24 octobre 2001

## Distribution
- Artus de Penguern : Grégoire Moulin
- Pascale Arbillot : Odile Bonheur
- Antoine Duléry : Emmanuel Lacarrière
- Didier Bénureau : Jean-François
- Serge Riaboukine : Le chauffeur de taxi psychopathe
- Élisabeth Vitali : Hélène
- Clovis Cornillac : Jacky
- Philippe Magnan : Jérome, le Commissaire
- François Berland : Gustave, le patron du Penalty
- Marie-Armelle Deguy : Solange
- Anne Caillon : Catherine Lacarrière
- Michel Bompoil : Philippe, l'homme déguisé en Adolf Hitler
- Rémy Roubakha : Un policier
- Pierre Aussedat : Un policier
- Bruno Slagmulder : Un collègue de Grégoire Moulin
- Anna Gaylor : La libraire
- Thomas Chabrol : Rodolphe
- Christian Charmetant : « Richelieu »
- François Levantal : Le vindicatif à la pizza
- Patrice Melennec : Le grand-père de Grégoire Moulin
- Valérie Benguigui : La mère de Grégoire Moulin
- Philippe Hérisson : Le père de Grégoire Moulin
- Émile-John Heck : Grégoire, enfant
- Jean-Luc Couchard, Éric de Montalier, Thierry Nenez  : Des supporters dans le bar pendant le match
- Jean-François Gallotte, Frédéric Sauzay, Claude Guyonnet et Bob Martet : Des supporters bretons
- Yves Belluardo
- Jérôme L'Hotsky
- Patrick Lambert : « Mussolini »
- Éric Averlant : Un boucher
- Clara Bagni
- Fabrice Bagni : « Charles Bovary »
- Colette Maire : La cliente chez la libraire

## Autour du film
- Les droits ont été achetés par Universal pour en faire une nouvelle version américaine[1].
- C’est une adaptation librement inspirée du film  After Hours, de manière plus absurde et comique.

## Nomination
- César 2002 : nominations au César de la meilleure première œuvre de fiction
- Festival mondial d'Acapulco 2001 : Sélection longs-métrages français
- Festival de Fort Lauderdale 2002
- Mostra - Festival international du film de São Paulo 2002